# Anolis terueli
Anolis terueli este o specie de șopârle din genul Anolis, familia Polychrotidae, descrisă de Navarro, Fernandez și Orlando H. Garrido în anul 2001.
Este endemică în Cuba. Conform Catalogue of Life specia Anolis terueli nu are subspecii cunoscute.